# Concordance des dates des calendriers musulman et grégorien
Le calendrier islamique compte douze mois définis en fonction de la visibilité du croissant lunaire après la nouvelle lune. Comme la durée de la lunaison est d'environ 29,53 jours, les mois comptent 29 ou 30 jours, avec parfois deux mois de 30 jours consécutifs.
Comme la durée des mois peut-être relativement imprévisible, certains ont imaginé un calendrier musulman moyen, dont les mois ont une durée alternativement de 29 et 30 jours, et le dernier mois (dhou al-hijja) se voit augmenté d’un jour tous les deux ou trois ans, selon un cycle trentenaire. Le cycle le plus répandu est utilisé ici. Enfin, le calendrier débute le 15 ou le 16 juillet 623 de l’ère chrétienne, selon que l’époque soit « astronomique » ou « civile ». Dans ce qui suit, l’époque civile est utilisée.
Pour convertir à l’époque astronomique, il suffit d’ajouter un jour à la date islamique ou de retrancher un jour à la date grégorienne.
Pour convertir entre les quatre principaux cycles trentenaires en usage, il faut d’abord trouver le reste de la division de l’année islamique par 30, ce qui donne un chiffre entre 0 et 29 (inclus). Si vous obtenez zéro, substituez-y trente, ce qui donne un chiffre entre 1 et 30 (inclus) :
- Pour convertir du cycle "commun" à celui dit "algorithme koweïtien", si l’année du cycle est 16, il faut retrancher un jour à la date commune.
- Pour convertir du cycle "commun" à celui dit "indien", si l’année du cycle est 8, 19, ou 27 (ou le dernier jour de l’année précédente), il faut ajouter un jour à la date commune.
- Pour convertir du cycle "commun" au quatrième (cycle d’Habash al-Hāsib, al-Bīrūnī, et Élias de Nisibis), si l’année du cycle est 8, 11, 19, 27, ou 30 (ou le dernier jour de l’année précédente), il faut ajouter un jour à la date qui suit.

Il ne faut pas perdre de vue non plus que le jour islamique débute avec le coucher du soleil. (Cette convention de commencer le jour au coucher du soleil est notamment partagée avec les dates florentines, et avec le calendrier hébraïque.
Le 1er mouharram 1 débute donc la veille du 16 juillet 622 et se termine avant lui. De façon simplifiée, le calendrier islamique est donc "en avance" de 6 heures 30 minutes.

## 1 AH -622AD
| - 1 Mouharram - 16 Mouharram - 17 Mouharram - 30 Mouharram - 1 Safar - 17 Safar - 18 Safar - 29 Safar - 1 Rabia al Awal - 18 Rabia al Awal - 19 Rabia al Awal - 30 Rabia al Awal |  | - 16 juillet - 31 juillet - 1er août - 14 août - 15 août - 31 août - 1er septembre - 12 septembre - 13 septembre - 30 septembre - 1er octobre - 12 octobre |  |  |  | - 1 Rabia at Tani - 19 Rabia at Tani - 20 Rabia at Tani - 29 Rabia at Tani - 1 Djoumada al Oula - 20 Djoumada al Oula - 21 Djoumada al Oula - 30 Djoumada al Oula - 1 Djoumada at Tania - 21 Djoumada at Tania |  | - 13 octobre - 31 octobre - 1er novembre - 10 novembre - 11 novembre - 30 novembre - 1er décembre - 10 décembre - 11 décembre - 31 décembre |

## 1 AH -623AD
| - 22 Djoumada at Tania - 29 Djoumada at Tania - 1 Rajab - 23 Rajab - 24 Rajab - 30 Rajab - 1 Chaaban - 21 Chaaban - 22 Chaaban - 29 Chaaban - 1 Ramadan - 23 Ramadan - 24 Ramadan - 30 Ramadan |  | - 1er janvier - 8 janvier - 9 janvier - 31 janvier - 1er février - 7 février - 8 février - 28 février - 1er mars - 8 mars - 9 mars - 31 mars - 1er avril - 7 avril |  |  |  | - 1 Chawwal - 23 Chawwal - 24 Chawwal - 29 Chawwal - 1 Dou al Qada - 25 Dou al Qada - 26 Dou al Qada - 30 Dou al Qada - 1 Dhou al Hijja - 25 Dhou al Hijja - 26 Dhou al Hijja - 29 Dhou al Hijja |  | - 8 avril - 30 avril - 1er mai - 6 mai - 7 mai - 31 mai - 1er juin - 5 juin - 6 juin - 30 juin - 1er juillet - 4 juillet |

## 2 AH -623AD
| - 1 Mouharram - 27 Mouharram - 28 Mouharram - 30 Mouharram - 1 Safar - 28 Safar - 29 Safar - 1 Rabia al Awal - 29 Rabia al Awal - 30 Rabia al Awal |  | - 5 juillet - 31 juillet - 1er août - 3 août - 4 août - 31 août - 1er septembre - 2 septembre - 30 septembre - 1er octobre |  |  |  | - 1 Rabia at Tani - 29 Rabia at Tani - 1 Djoumada al Oula - 2 Djoumada al Oula - 30 Djoumada al Oula - 1 Djoumada at Tania - 2 Djoumada at Tania - 29 Djoumada at Tania - 1 Rajab - 3 Rajab |  | - 2 octobre - 30 octobre - 31 octobre - 1er novembre - 29 novembre - 30 novembre - 1er décembre - 28 décembre - 29 décembre - 31 décembre |

## 2 AH -624AD
| - 4 Rajab - 30 Rajab - 1 Chaaban - 4 Chaaban - 5 Chaaban - 29 Chaaban - 1 Ramadan - 4 Ramadan - 5 Ramadan - 30 Ramadan - 1 Chawwal - 5 Chawwal |  | - 1er janvier - 27 janvier - 28 janvier - 31 janvier - 1er février - 25 février - 26 février - 29 février - 1er mars - 26 mars - 27 mars - 31 mars |  |  |  | - 6 Chawwal - 29 Chawwal - 1 Dou al Qada - 6 Dou al Qada - 7 Dou al Qada - 30 Dou al Qada - 1 Dhou al Hijja - 7 Dhou al Hijja - 8 Dhou al Hijja - 30 Dhou al Hijja |  | - 1er avril - 24 avril - 25 avril - 30 avril - 1er mai - 24 mai - 25 mai - 31 mai - 1er juin - 23 juin |